# Lionel Royer-Perreaut
 (juillet 2022).
Il peut être nécessaire de l'améliorer pour respecter le principe de neutralité de point de vue. Veuillez consulter la page de discussion pour plus de détails.

 (novembre 2020).
Ne doit pas être confondu avec Lionel Royer.
Pour les articles homonymes, voir Perreaut et Royer.
Lionel Royer-Perreaut, né le 13 novembre 1972 à Toulon, est un homme politique français.
Ancien membre des Républicains, il a été maire des 9e et 10e arrondissements de Marseille de 2014 à 2022 et suppléant de Guy Teissier, député de la 6e circonscription des Bouches-du-Rhône de 2007 à 2022.
En mars 2015, il est élu conseiller départemental des Bouches-du-Rhône en binôme avec Martine Vassal dans le canton de Marseille-10.
Lors des élections municipales de 2020, il remporte le cinquième secteur avec 43,52 % des suffrages.
Le 23 octobre 2020, il est élu premier vice-président du conseil départemental des Bouches-du-Rhône, à la suite de la démission de Patrick Boré, devenu sénateur.
N'ayant pas été réinvesti par LR pour les élections législatives de 2022, il quitte le parti et est investi par Ensemble, qui regroupe la majorité présidentielle. 
Le 19 juin 2022, il est élu député de la 6e circonscription des Bouches-du-Rhône. Il n'est pas réélu lors des élections législatives de 2024.
Il est ensuite nommé après ça auprès d'Anne-Marie Estienne d'Orves, Maire des 9e et 10e arrondissements 1er Adjoint - Conseiller d'arrondissement délégué :
- A l'aménagement du territoire
- A la planification stratégique et urbaine
- A l'équilibre et l'égalité des territoires
- A la gestion économe de l'espace
- A l'environnement
- Aux permis de construire
- A l'organisation et l'aménagement des mobilités

## Situation personnelle

### Famille
Lionel Royer-Perreaut est descendant de rapatriés d'Algérie.

### Formation
Il est diplômé en sciences agronomiques, en droit public et est auditeur de la 58e section nationale de l’Institut des hautes études de défense nationale.

## Parcours politique

### Débuts et engagements militants
À l'âge de 19 ans, il s'engage en politique et assume très rapidement des responsabilités au sein du mouvement des Jeunes de l'UDF du Var[source insuffisante]
Parallèlement à ses études, il devient attaché parlementaire de la députée UDF du Var Yann Piat.

### Activités associatives et insertion professionnelle
En 1994, il dirige une structure associative d’aide aux jeunes sans emploi avant de connaître une période de chômage[source insuffisante].

### Début de carrière politique
Il intègre en 1995 le cabinet de Guy Teissier en qualité d’attaché parlementaire avant de devenir son directeur de cabinet dans les années 2000. En 2002, il devient directeur de cabinet du président de la commission de la Défense nationale et des Forces armées à l’Assemblée nationale, tout en conservant ses responsabilités locales en mairie d’arrondissements.

### Premiers mandats électifs
En 2007, il est élu suppléant du député de la 6e circonscription des Bouches-du-Rhône.
En 2008, il est élu conseiller d'arrondissement délégué au développement durable, aménagements urbains et qualité de la vie. Il assume également les fonctions de conseiller communautaire chargé de la concertation du parc national des Calanques.

### Maire des 9e et 10e arrondissements de Marseille
Lors des élections municipales de 2014 remportées à Marseille par Jean-Claude Gaudin, il devient le maire des 9e et 10e arrondissements de Marseille.
En 2020, alors que la droite marseillaise ne remporte que trois secteurs sur huit lors des élections municipales, Lionel Royer-Perreaut est réélu pour un deuxième mandat en tant que maire des 9e et 10e arrondissements de Marseille. À cette occasion, il enregistre le meilleur score des LR à Marseille.

### Engagement départemental
Membre du bureau politique LR des Bouches-du-Rhône, il est élu en mars 2015 conseiller départemental des Bouches-du-Rhône en binôme avec Martine Vassal dans le canton de Marseille-10.
Le 23 octobre 2020, il est élu premier vice-président du conseil départemental des Bouches-du-Rhône chargé de la sécurité et de la laïcité, à la suite de la démission de Patrick Boré, devenu sénateur des Bouches-du-Rhône.

### Tournant politique et mandat de député
Il n'obtient pas l'investiture des Républicains dans la circonscription qu’il convoitait pour les élections législatives de 2022, laquelle échoit à un de ses rivaux, Didier Réault.  
Il quitte alors Les Républicains et est investi par Ensemble, qui regroupe la majorité présidentielle. 
Le 19 juin 2022, il est élu député de la 6e circonscription des Bouches-du-Rhône et son mandat à l'Assemblée nationale débute le 22 juin 2022. Sans étiquette mais revendiquant toujours sa fidélité « aux valeurs de la droite », Lionel Royer-Perreaut siège à l’Assemblée nationale au sein du groupe Renaissance (ex-La République en marche).  
Par la suite, Il démissionne de son mandat de maire de secteur et de conseiller départemental (18/19 juillet 2022). 

### Recomposition locale et engagement régional
Il est présent le 14 octobre 2022 lors de la création par Renaud Muselier de son nouveau parti, Cap sur l'avenir-Nos territoires d'abord, auquel Lionel Royer-Perreaut n'adhère toutefois pas officiellement. 
Au conseil municipal de Marseille, il quitte en novembre 2022 le groupe piloté par Martine Vassal, jugé proche de partis politiques d’extrême droite, pour fonder un groupe divers droite baptisé « Ensemble pour les Marseillais ».
Cette scission lui permet également de se positionner pour les élections municipales de 2026. 
Il rejoint par ailleurs, début 2024, le RPR (sigle du « Rassemblement pour la région »), micro-parti régional fondé par Renaud Muselier pour réunir la droite pro-Emmanuel Macron et auquel appartient également Martine Vassal.

### Élections législatives de 2024
Il est candidat à sa succession lors des élections législatives de 2024. Il arrive en troisième position au premier tour mais décide de retirer sa candidature pour le second tour dans le cadre du « front républicain ».

## Détail des mandats et fonctions

### Assemblée Nationale
- Vice-président de la délégation aux collectivités territoriales et à la décentralisation à l'Assemblée nationale : septembre 2023–juin 2024.

### Local
- 2008–2014 : conseiller d’arrondissement délégué au développement durable, aménagements urbains et qualité de la vie des 9ᵉ et 10ᵉ arrondissements de Marseille.
- 2008–2014 : conseiller communautaire à Marseille Provence Métropole, chargé de la concertation du Parc national des Calanques.
- 2008–2014 : conseiller municipal de Marseille.
- 2014–2022 : maire des 9ᵉ et 10ᵉ arrondissements de Marseille.
- 2014–2022 : conseiller municipal de Marseille.
- 2015–2022 : conseiller départemental des Bouches-du-Rhône, élu dans le canton de Marseille-10.
- 2020–2022 : premier vice-président du conseil départemental des Bouches-du-Rhône.
- 2015–2022 : président de 13 Habitat (office public de logement).
- 2016–2022 : président de la Soleam (société d’aménagement de Marseille).
- 2016–2022 : conseiller métropolitain à la Métropole Aix-Marseille-Provence.
- Depuis juillet 2022 : conseiller d’arrondissement délégué (9ᵉ/10ᵉ arrondissements de Marseille) pour l’aménagement du territoire, la planification urbaine, l’environnement, les permis de construire, les mobilités, etc.

## Distinctions
Il est fait Chevalier dans l'Ordre national du Mérite en 2012.